# Hermann Otto Persiehl (Unternehmer, 1859)

Hermann Otto Persiehl, 1905

Hermann Otto Persiehl (* 21. Januar 1859 in Hamburg; † 2. Mai 1927) war ein deutscher Unternehmer, Politiker und Mitglied der Hamburgischen Bürgerschaft.

## Leben

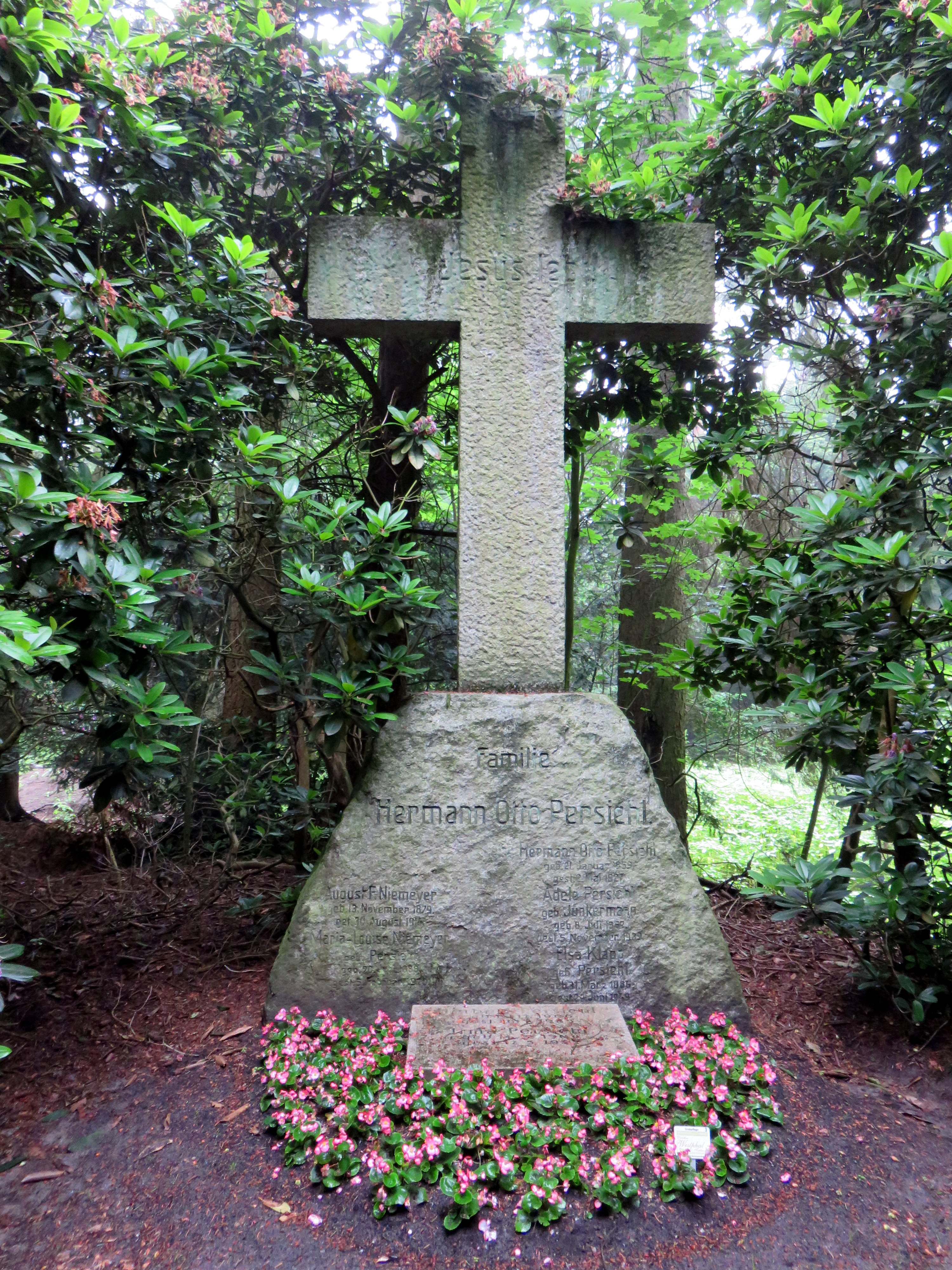
Grabstein auf dem Friedhof Ohlsdorf

Persiehl verbrachte seine Schulzeit in Hamburg. Anschließend machte er an verschiedenen Stationen eine Lehre im Buchhandel und war für verschiedene Verlagshäuser tätig, zuletzt in Leipzig im Verlag von Otto Spamer. Als sein gleichnamiger Vater im Januar 1882 verstarb, musste er die väterliche Buchdruckerei H. O. Persiehl in Hamburg übernehmen. Diesen Betrieb führte Persiehl erfolgreich fort und konnte durch Zukäufe das Geschäft beträchtlich erweitern. Hatte die Firma zum Zeitpunkt seiner Übernahme 18 Angestellte, gehörten ihr 1900 bereits 200 Angestellte an. Die Firma H. O. Persiehl besteht noch. 
Von 1895 bis 1919 gehörte Persiehl der Hamburgischen Bürgerschaft an.